# Deniz Türüç
Deniz Türüç, né le 29 janvier 1993 à Enschede aux Pays-Bas, est un footballeur international turc qui évolue au poste de milieu droit à İstanbul Başakşehir.

## Biographie

### En club

#### Go Ahead Eagles
Deniz Türüç fait ses débuts professionnels le 10 août 2012, lors d'un match opposant son club des Go Ahead Eagles à Almere City, en entrant en jeu à la place de Xander Houtkoop. Par la suite, il devient un des éléments important de son équipe, avec laquelle il est promu en Eredivisie en 2013. En 2013, il prolonge son contrat jusqu’en 2016.

#### Kayserispor
En juillet 2015 Türüç s’engage avec le club turc de Kayserispor.
Avec cette équipe, il inscrit 11 buts en première division turque lors de la saison 2016-2017. Il est l'auteur de deux doublés cette saison là.

### En équipe nationale
Türüç fait ses débuts en équipe de Turquie le 27 mars 2017, lors d’une victoire 3 à 1 face à la Moldavie.